# HD 100615
HD 100615，又名BD+55 1473，SAO 28064、HR 4457，是一颗恒星，视星等为5.63，位于銀經144.44，銀緯59.04，其B1900.0坐标为赤經11h 29m 34.4s，赤緯+55° 59.04′ 16″。